# Pierre-Antoine Quillard
Pierre-Antoine Quillard, Paris hacia 1700 - Lisboa, 25 de noviembre de 1733, dibujante, pintor y grabador de la Francia del rococó (siglo XVIII).

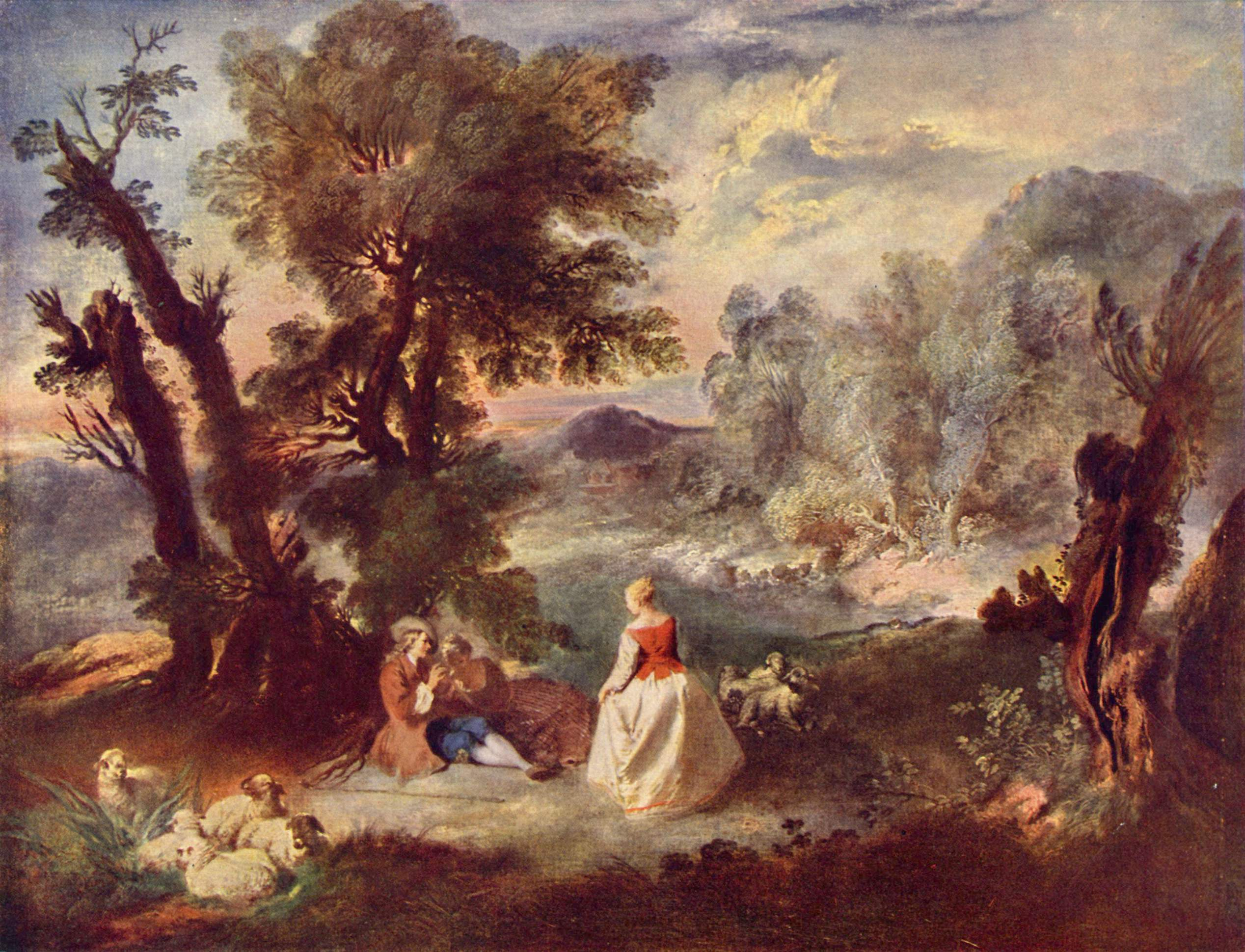
Quillard: Escena campestre (h. 1730)

## Biografía
Alumno de Watteau, cuyo estilo rococó continúa, el dibujo de Quillard era perfecto. A los 11 años despertó grandes esperanzas, hasta el punto que el cardenal Fleury presentó algunas de sus obras al rey Luis XV, que le premió concediéndole una pensión.
Tras sus "fracaso" de dos segundos puestos en los Premio Roma de 1724 y 1725, aceptó marchar a Portugal a propuesta de Charles-Frédéric Merveilleux, médico y naturalista suizo adscrito a la corte de Lisboa, para colaborar en la creación de un herbario dibujando las especies vegetales de este reino (historia natural).
Al llegar a Lisboa, el príncipe heredero dom Jose le asignó una pensión de 80 cruzados al mes. En 1727 fue nombrado pintor de corte del rey Juan V. En la corte portuguesa, Pierre-Antoine Quillard dedicó su actividad al arte, a la decoración de interiores, a la pintura de diferentes retratos y retablos, algunos de ellos con temática religiosa y a la temática festiva y alegre de la vida, acorde con el gusto rococó. Entre sus obras, pinturas de las estancias de la reina en el Palacio Real de Lisboa, todas desaparecidas en el gran terremoto de Lisboa de 1755. Trabajó para el Marqués de Alegrete y Conde de Ericeira. Junto con otros pintores franceses y flamencos fue seleccionado para ilustrar las publicaciones de la nueva Academia Portuguesa de la Historia (fundada en Lisboa, 1721). También realizó pinturas varias para el palacio Dom Jaime del Duque de Cadaval. Entre sus últimas obras, dibujó y preparó las planchas de los grabados de las pompas fúnebres del Duque Nunho Olivares Pereyra (Lisboa, 1730).
Pueden estudiarse, en distintas colecciones y museos, pinturas y dibujos que se creen obra de Quillard, aunque pocos ejemplares se deben considerar como auténticamente suyos. Las líneas maestras de un catálogo razonado de su producción están todavía por definir. Quillard posee un estilo con personalidad propia pero ciertamente influido por sus coetáneos Nicolas Lancret (1690-1743) y Jean-Baptiste Pater (1695-1736)..

## Obras
- Danse villageoise, París, Museo del Louvre, sección pinturas
- La Plantation du mai, París, Louvre, sección pinturas
- Fête champêtre, París, Louvre, sección de artes gráficas
- Scène galante et champêtre, Marsella, Musée Grobet-Labadié
- Serie de Las cuatro estaciones, Museo Thysen[2]

## Galería

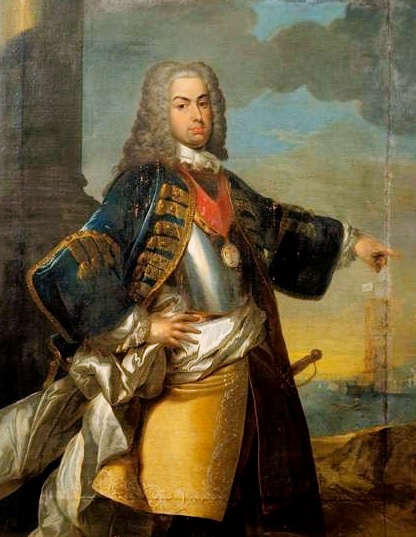
D. João V, por P-A Quillard
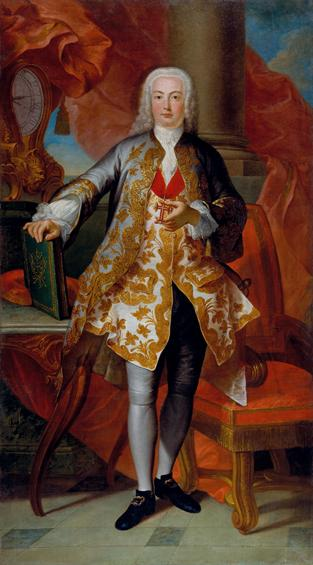
Príncipe D. José, por P-A Quillard
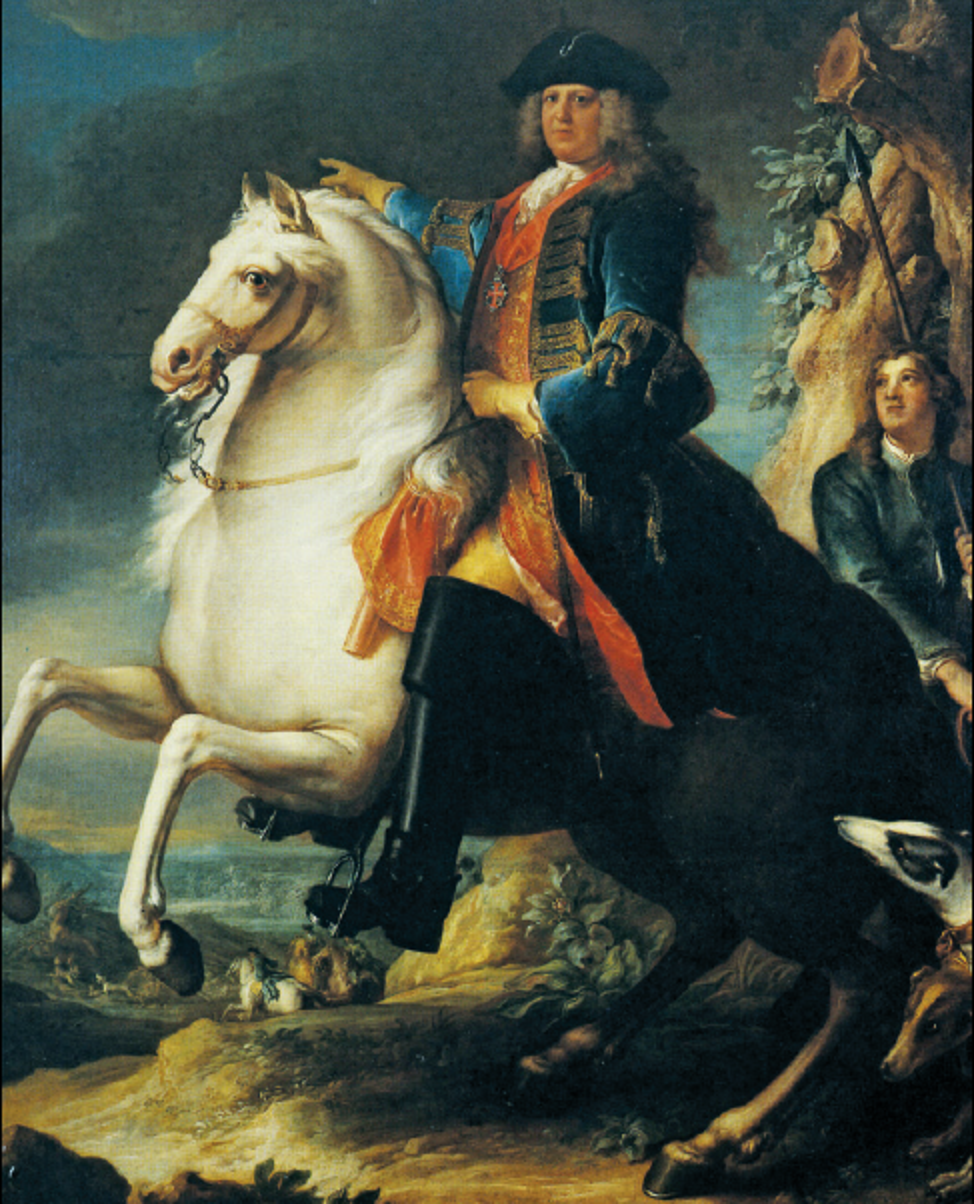
D. Jaime Alvares Pereira de Mello, Duque de Cadaval
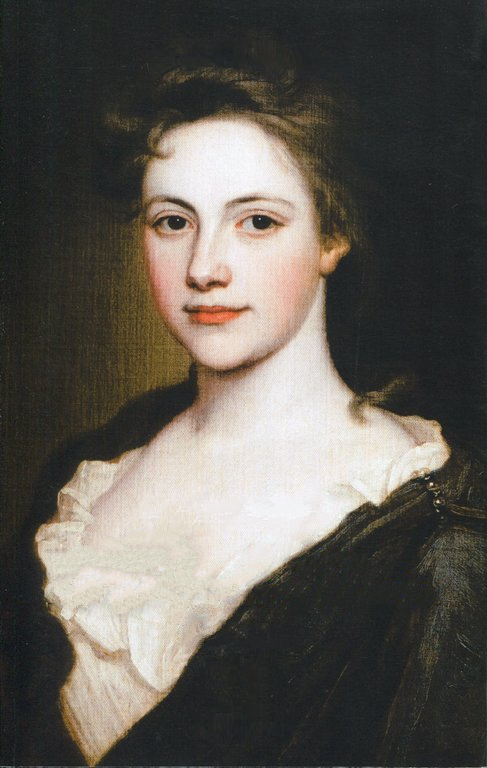
La Flor de Murta, por P-A Quillard